# Strype
Strype is een buurtschap in de gemeente Voorne aan Zee in de Nederlandse provincie Zuid-Holland en telt 200 inwoners. Het ligt tussen Rockanje en Helhoek.
Zuid-Holland: Steden en dorpen      Nederland: Provincies · Gemeenten